# Sonate voor cello en piano nr. 1 (Rautavaara)
Einojuhani Rautavaara voltooide zijn Sonate voor cello en piano nr. 1 in 2001.
De componist begon aan het werk voor cello en piano in de jaren 1972 en 1973. Hij schreef een doorgecomponeerde sonate in de neoromantische stijl, maar kreeg het werk toen niet voltooid. Omdat de componist het toen druk had gebruikte hij delen uit het ontvoltooide werk in zijn Canto III uit 1972. Rautavaara raakte de opzet voor de sonate kwijt en vergat het. De pianist Martti Rautio vond het manuscript rond 2000 terug in het archief van zijn vader, de cellist Erkki Rautio, en overhandigde het aan Rautavaara, die het vervolgens alsnog voltooide.  
Alhoewel in een deel geschreven, zijn drie secties terug te vinden conform het aloude principe van de sonate snel-langzaam-snel. Daar waar de cello lange klaaglijke melodielijnen produceert, is de piano bezig het werk meer dynamiek te geven.
Inmiddels had Rautavaara wel in 1991 al een Sonate voor cello en piano nr. 2 voltooid, waarvan de première door Erkki Rautio al in 1991 was gegeven. 